# Cor Bakker
Cor Bakker (Zaandam, 2 d'octubre de 1918 - Ídem, 18 de desembre de 2011) va ser un ciclista neerlandès que fou professional entre 1939 i 1955. Va competir tant en carretera com en pista on va guanyar la primera edició del Sis dies de Barcelona.

## Palmarès
- 1948
  - Vencedor d'una etapa a la Volta als Països Baixos
- 1949
  -  Campió dels Països Baixos en Mig Fons
- 1952
  - 1r als Sis dies de Barcelona (amb Henk Lakeman)

### Resultats al Tour de França
- 1948. Exclòs (6a etapa)